# Keithsburg (Illinois)
Keithsburg – miasto w Stanach Zjednoczonych, w stanie Illinois, w hrabstwie Mercer.